# Malaia pilifera
Malaia pilifera är en skalbaggsart som beskrevs av Hermann Burmeister 1844. Malaia pilifera ingår i släktet Malaia och familjen Rutelidae. Inga underarter finns listade i Catalogue of Life.